# Bernard van Leer Foundation
De Bernard van Leer Foundation is een Nederlandse, internationaal actieve charitatieve instelling die middelen en kennis ter beschikking stelt ter verbetering van de ontwikkeling en rechten van, met name jonge, kinderen. Het fonds werd in 1949 opgericht en is als stichting gevestigd in Den Haag.

## Ontstaan en doel
Het inkomen van de stichting is afgeleid van het vermogen van Bernard van Leer, een Nederlands industrieel en filantroop die leefde van 1883 tot 1958. Hij vergaarde zijn fortuin in een verpakkingsbedrijf. Bernard van Leer is door een biograaf beschreven als een "onvermoeibaar zakenman, die alles en iedereen ondergeschikt maakte aan zijn zakelijke belangen, een gedreven individualist, een snelle denker, ongedurig en irritant".
Na het overlijden van Bernard van Leer in 1958 kreeg de stichting, onder leiding van zijn zoon Oscar van Leer, een duidelijker focus. Vanaf 1964 was de Bernard van Leer Foundation vooral gericht op jonge kinderen die opgroeien met een sociale en economische achterstand en op primair onderwijs. De stichting is naar eigen zeggen actief geweest in meer dan vijftig landen. Behalve door projecten direct gericht op kinderen, ondersteunt het fonds ook projecten voor het delen van kennis over kinderen, onderwijs en jeugdhulpverlening tussen beleidsmakers, hulpverleners en andere betrokkenen.

## Inkomsten; de Van Leer Group Foundation
Aanvankelijk werden de activiteiten van de stichting betaald uit de winst van het bedrijf Van Leer (bedrijf en fonds vormden in de visie van de familie 'communicerende vaten'), terwijl Bernard van Leer ook het vermogen dat hij met het bedrijf opbouwde in de stichting onderbracht, evenals zijn nalatenschap in 1958 (met instemming van vrouw en kinderen).
In 1979 richtte Oscar van Leer de Van Leer Group Foundation op dat de diverse filantropische activiteiten van de familie bundelde. Naast de onderwijsactiviteiten van de Bernard van Leer Foundation behoren hier activiteiten toe voor sociaal-culturele ontwikkeling, democratie en vrede in Israël, opgericht door Bernards vrouw Polly en Oscars broer Willem. De Van Leer Group Foundation heeft nu een eigen investeringenportefeuille, zodat het fonds niet meer afhankelijk is van het bedrijf Van Leer, dat in 2001 opging in het Amerikaanse concern Greif. De inkomsten uit deze portefeuille vloeien naar de Bernard van Leer Foundation en de twee organisaties in Israël: het Van Leer Jerusalem Institute en het Jerusalem Film Center.